# とりあえず今は
「とりあえず今は」（とりあえずいまは）は、Galileo Galileiの楽曲。配信限定シングルとして、2025年4月9日にリリースされた。

## 概要
前作『リトライ』から約7か月ぶりとなる。
本楽曲は、東京・新宿LUMINE0にて開催された、マンガ『アオのハコ』の原作展「アオのハコ展」への書き下ろし楽曲で、同作の原作者である三浦糀が元々Galileo Galileiのファンだったことで今回のタイアップが実現したという。
ジャケットは三浦による書き下ろしとなっている。

## 収録内容
| #         | タイトル           | 作詞・作曲 | 編曲            | 時間 |
| --------- | ------------------ | ---------- | --------------- | ---- |
| 1.        | 「とりあえず今は」 | 尾崎雄貴   | Galileo Galilei | 4:29 |
| 合計時間: | 合計時間:          | 合計時間:  | 合計時間:       | 4:29 |